# Landgericht Weilheim

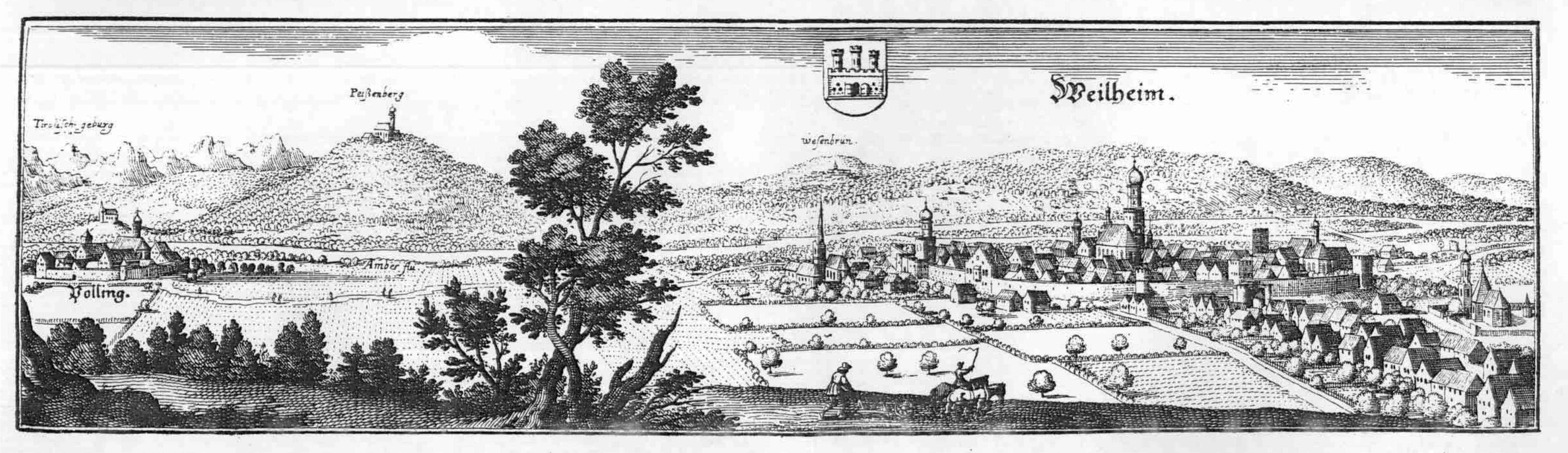
Weilheim, Stich von Matthäus Merian (um 1644)

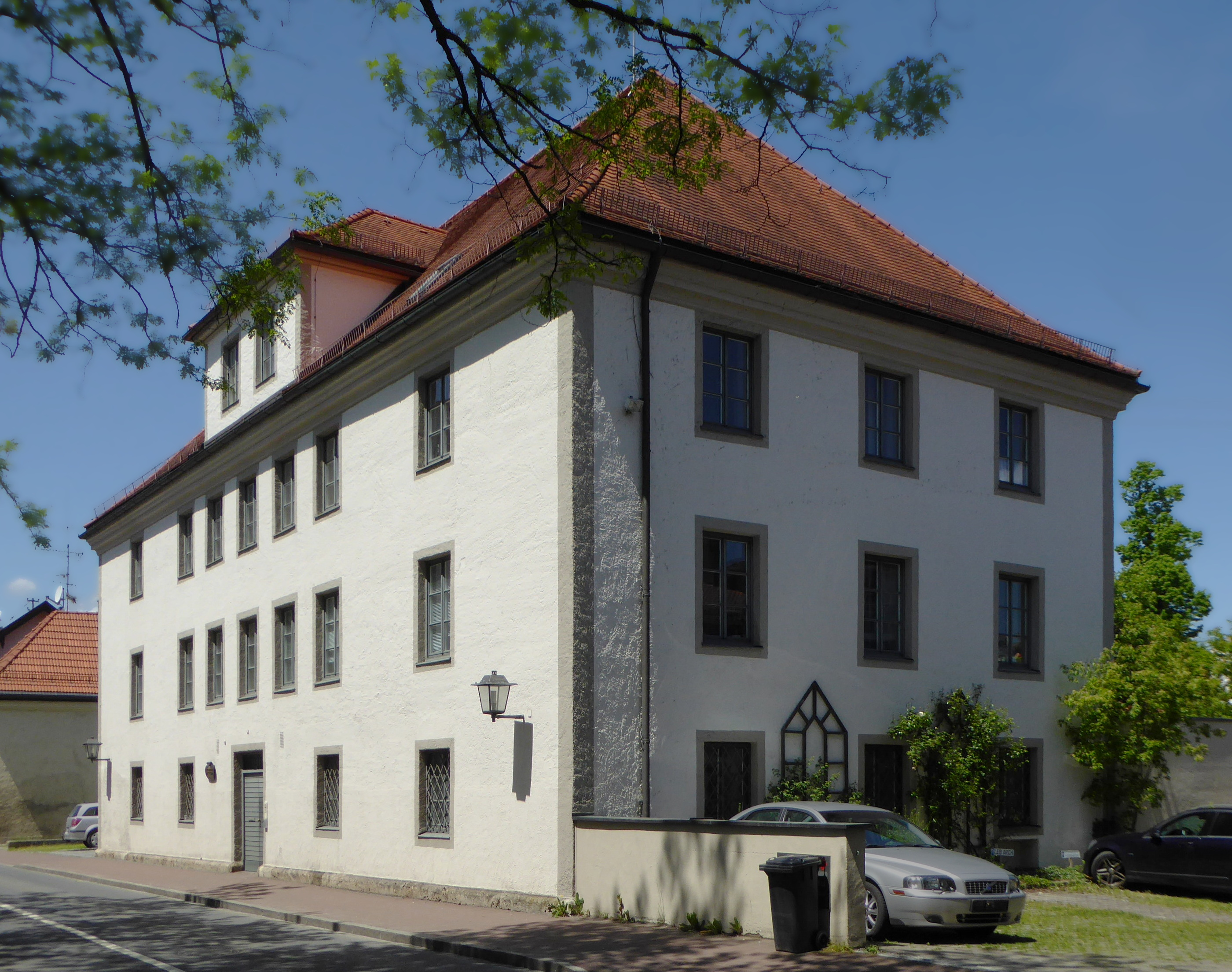
Ehemaliger Fruchtkasten des Landgerichts in Weilheim (Obere Stadt 71), erbaut im 17. Jahrhundert

Das Landgericht Weilheim entstand, nachdem die Wittelsbacher 1248 die Grafenrechte, Eigen- und Lehengüter der Andechser erworben hatten und mit ihren eigenen Besitzungen seit 1253 zum Gericht Pähl zusammenfassten. 

## Amtsgebiet
Die Gerichtsgrenze entsprach im Norden der Grenze zwischen dem Bistum Freising und dem Bistum Augsburg zwischen Amper und Würm. Im Osten verlief die Grenze am Starnberger See vorbei und stieß bei Achrain an die Loisach. Die Südgrenze bildete im 13. Jahrhundert die Loisach zwischen Kochelsee und Hechendorf. Im Westen lag die Grenze auf der Linie Staffelsee und Ammersee. 

## Aufbau
Dem Landgericht Weilheim unterstanden folgende Gerichte:
- Gericht Pähl (später Pflegamt Pähl) mit den Schergenämtern Pähl, Antdorf, Eberfing und Neufahrn, wo der landesherrliche Urbarsbesitz verwaltet wurde
- Klostergericht Benediktbeuern
- Klostergericht Ettal

Ende des 14. Jahrhunderts wurde das Landgericht Weilheim in Oberamt, Mitteramt und Unteramt aufgeteilt. Der Scherge des Oberamts hatte seinen Sitz in Eberfing und seit dem 16. Jahrhundert in Obersöchering. Der Scherge des Mitteramts hatte seinen Sitz in Pähl.  
Im Laufe des 17. Jahrhunderts kam es zur Trennung der Aufgaben zwischen dem für die Rechtsprechung zuständigen Landrichter und dem für die militärischen und Verwaltungsaufgaben zuständigen Pfleger. 
Bereits im 16. Jahrhundert wurde in Weilheim ein Pflegschloss (heute nicht mehr vorhanden) für den Landrichter und ein Fruchtkasten (siehe Foto oben) für die Naturalabgaben gebaut.

## Auflösung
1803 wurden im Verlauf der Verwaltungsneugliederung Bayerns die alten Landgerichte aufgehoben und die Landgerichte älterer Ordnung geschaffen. So entstand das Landgericht Weilheim (älterer Ordnung), das Gerichts- und Verwaltungsbehörde war. 

## Landrichter
- Hans Hesseloher (* um 1410; † vor 1486), Vater des Lieddichters Hans Hesseloher (genannt 1451–1483, † vor 1488), nach dem in München die Hesseloherstraße benannt wurde.